# Adevărul de Arad
Adevărul de Arad este un ziar regional din Ardeal, România, format în anul 1989 prin transformarea vechiului ziar județean Flacăra roșie.
În septembrie 2005, Adevărul de Arad a fost cumpărat de trustul de presă Inform Media.